# Birchircara
Birchircara (in maltese Birkirkara, colloquialmente anche B'Kara) è una città di 24 356 abitanti che si trova nel centro dell'isola di Malta.
È stata la città più grande e abitata dell'isola dal Medioevo fino al 2018 (quando è stata superata da Baia di San Paolo) e possiede quattro parrocchie per ciascuno dei santi patroni: Sant'Elena, San Giuseppe, Santa Maria del Carmelo e Santa Maria Assunta. La comunità ebraica di Malta ha la sua sede principale a Birchircara così come la Chiesa cristiana avventista del settimo giorno.
Il motto della città è In hoc signo vinces, che caratterizza lo stemma della città assieme ad una croce rossa in campo bianco con una corona in cima.

## Storia
Il nome Birkirkara significa acqua fredda (o acqua che scorre), e deriva molto probabilmente dalla vallata presso cui la città sorge, soggetta a frequenti allagamenti.
I resti archeologici ritrovati sono il segno della presenza di un insediamento fin dalla preistoria. Inoltre furono ritrovate nei pressi della città alcune tombe fenicie e puniche. I resti che testimoniano la presenza romana a Birkirkara sono pochi anche se, nella zona nord-ovest della cittadina, è presente una torre difensiva romana conosciuta come Ta' Ċieda. Nei pressi della torre furono ritrovate anche alcune sepolture di epoca araba.
Probabilmente le origini della città risalgono all'XI secolo, quando gli abitanti erano impiegati in attività agricole, di artigianato e soprattutto nella produzione e nella lavorazione del cotone, che divenne la maggiore industria nelle isole durante il Medioevo. Nei secoli successivi la città visse tutte le vicende delle isole durante il feudalesimo, fino a quando l'arcipelago fu ceduto ai Cavalieri di Malta. In quel periodo Birchircara divenne una delle città più popolate di Malta. Le autorità ecclesiastiche vi stabilirono una delle prime parrocchie delle isole. Nonostante la relativa sicurezza del periodo dei Cavalieri, la città fu devastata da un'incursione del corsaro ottomano Dragut e dal famoso assedio di Malta, avvenuto nel 1565.
Il periodo di prosperità del XVII e XVIII secolo portò a un netto aumento della popolazione e della qualità della vita. Quest'epoca fu caratterizzata da un aumento delle parrocchie, con la costruzione di due importanti chiese: la Chiesa dell'Assunzione e la Basilica Collegiata di Sant'Elena, costruita nel 1727.
La gente del paese, guidata dal compatriota Vincenzo Borġ, detto Brared,  fu determinante nell'insurrezione contro i francesi che occuparono Malta alla fine del Settecento.
Durante la seconda guerra mondiale, Birkirkara fu vittima di pesanti bombardamenti aerei. La città fu un importante rifugio in quel periodo, che ospitò migliaia di profughi dalla zona del porto e inoltre fu il rifugio della maggior parte delle opere d'arte presenti nell'isola nella Old Church della città, tra cui la statua titolare della Chiesa parrocchiale di Senglea, in quanto Senglea fu distrutta interamente. La statua è poi stata riportata nella città originaria nel 1943.
Oggi Birchircara è la seconda città più popolosa del Paese, ospita due importanti zone industriali, Mriehel e una vicino a San Ġwann, e l'ospedale principale dell'isola. In città ha inoltre sede la Malta Financial Services Authority (MFSA), ente che regola le attività finanziarie dell'intera isola.

## Monumenti e luoghi d'interesse
- Basilica di Sant'Elena, una delle più belle chiese di Malta che accoglie, tra l'altro, la campana più grande dell'isola[16].
- Acquedotto di Wignacourt, completato nel 1610 per volere del Gran Maestro, che permetteva a La Valletta di approvvigionarsi d'acqua.
- Vecchia Stazione Ferroviaria, nei pressi di Mrieħel, che si trovava sulla linea tra Rabat e La Valletta.
- Mulini a vento.

## Clima
Il clima di Birchircara è di tipo mediterraneo. Gli inverni sono miti con poca pioggia e le estati sono calde e molto secche. La temperatura si aggira da un minimo di 10°C a circa 18°C in inverno e tra i 23°C e i 34°C in estate.

## Cultura

### Eventi
La principale festa religiosa è quella di Sant'Elena, celebrata il 18 agosto se cade di domenica o in alternativa la prima domenica successiva. La processione che accompagna la celebrazione è caratterizzata dalle grandi statue lignee create dallo scultore maltese Salvu Psaila, ed è l'unica che si tenga al mattino. La processione lascia la basilica alle 8:00 esatte e ritorna alla stessa alle 10:45, dopo che le statue sono state portate per la via principale della città.

## Sport

### Calcio
La squadra principale della città è il Birkirkara, vincitore di 4 campionati maltesi e detentore del record di presenze europee di Malta, avendo partecipato per 20 stagioni consecutive a competizioni UEFA fra il 1997 ed il 2017. Il club possiede anche una sezione femminile, laureatasi campione nazionale per 8 volte ed attualmente detentrice del titolo.

## Amministrazione

### Gemellaggi
- Grosseto, dal 2002[23]

## Galleria d'immagini

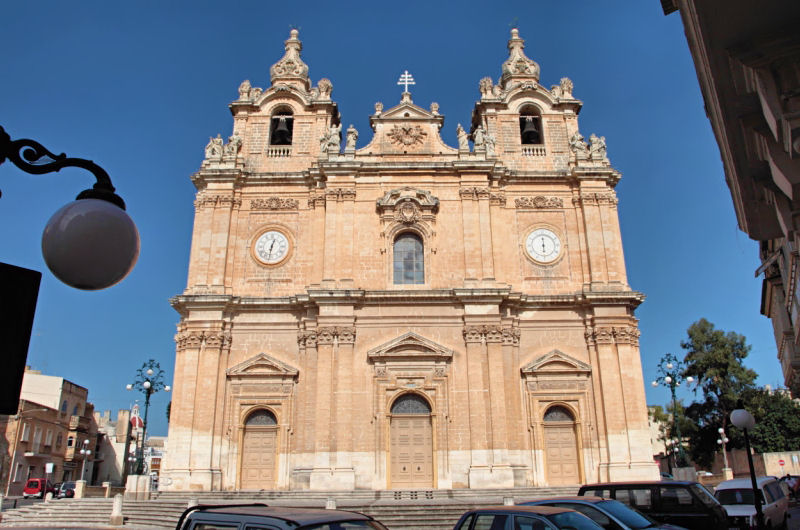
Basilica Collegiata di Sant'Elena (Basilika Kulleġġata ta' Santa Liena)
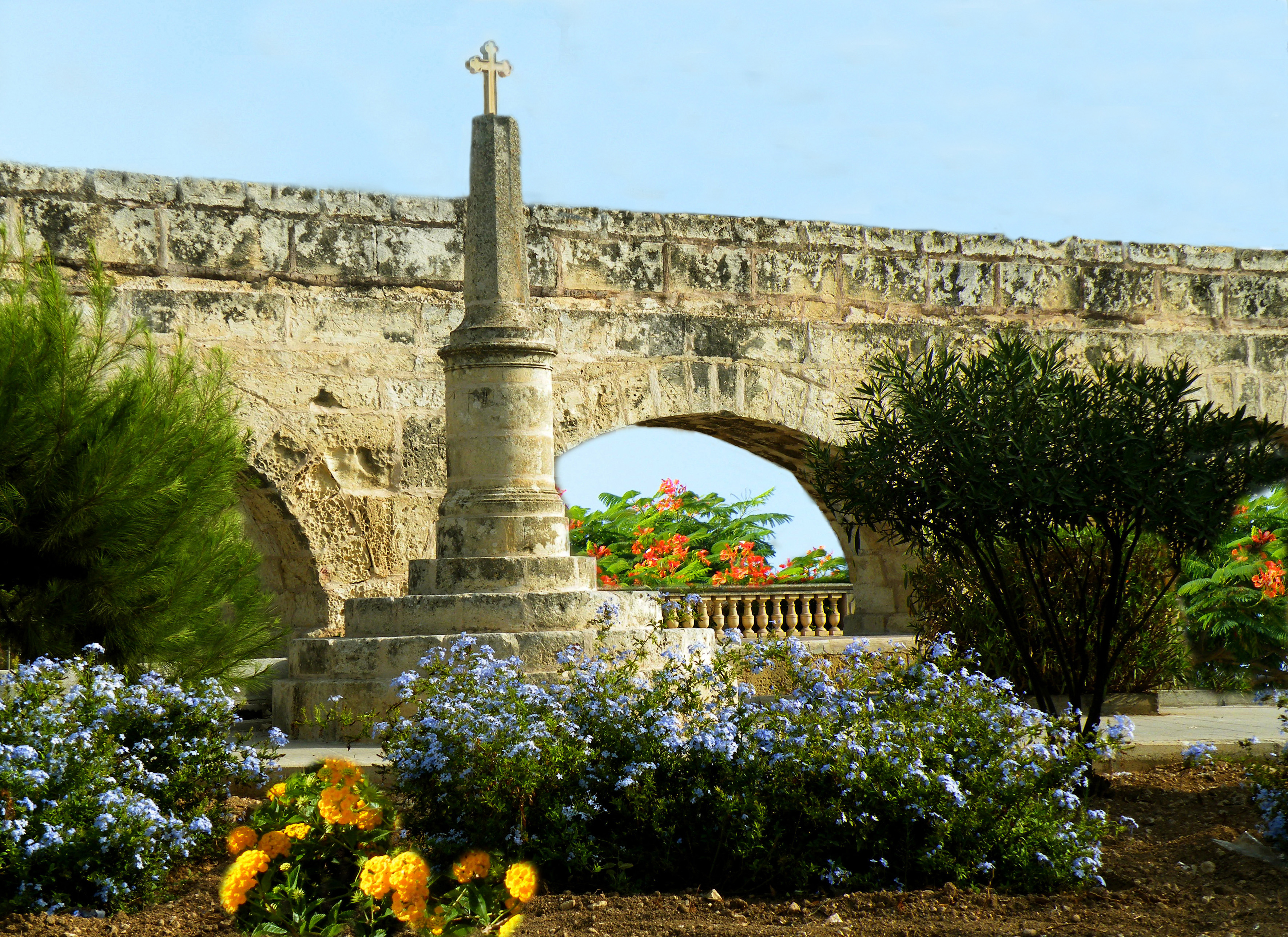
Acquedotto di Wignacourt a Fleur de Lys
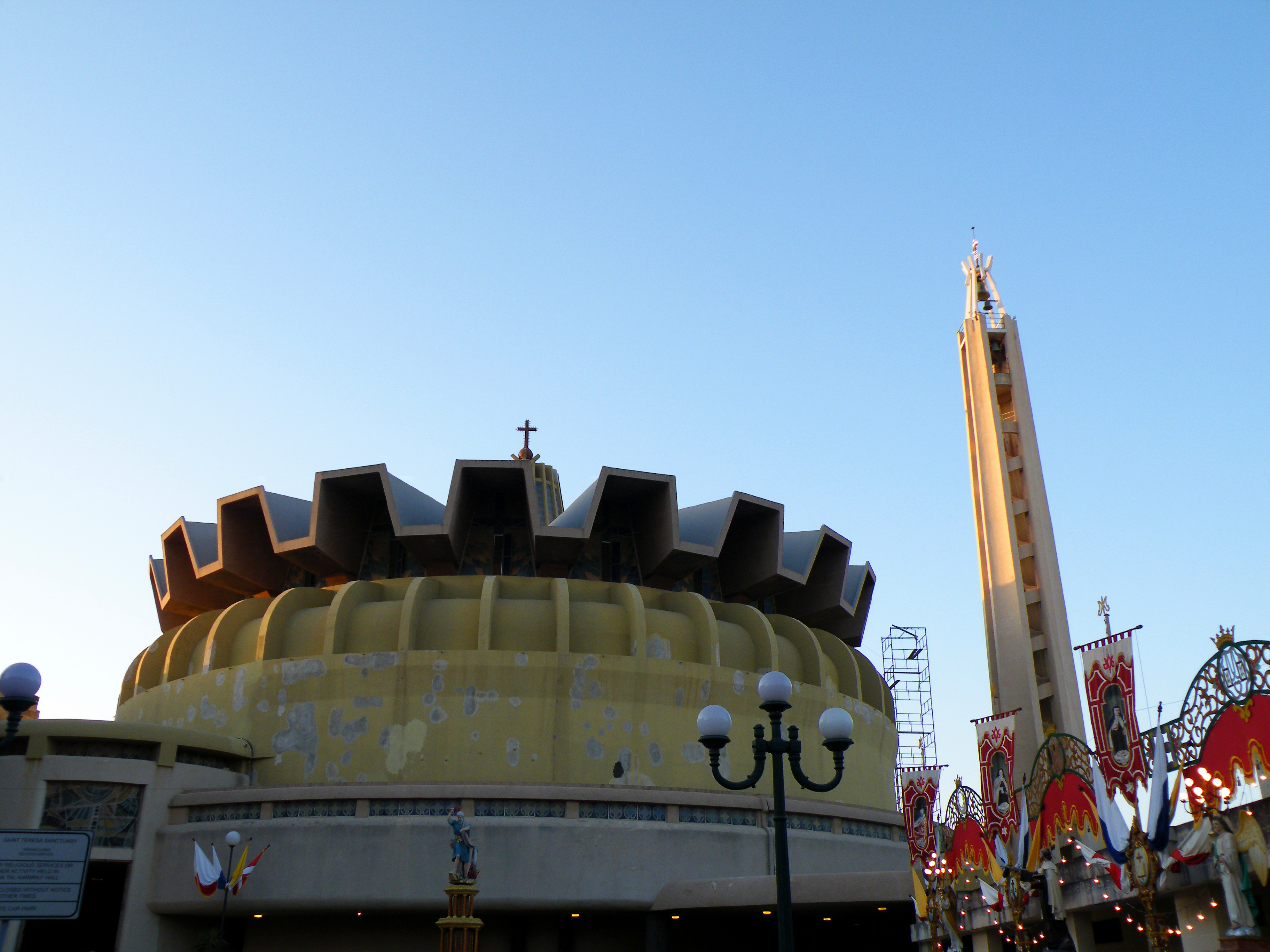
Santuario di Santa Teresa di Lisieux (Santwarju ta' Santa Tereża), iniziato nel 1965 e terminato nel 1997
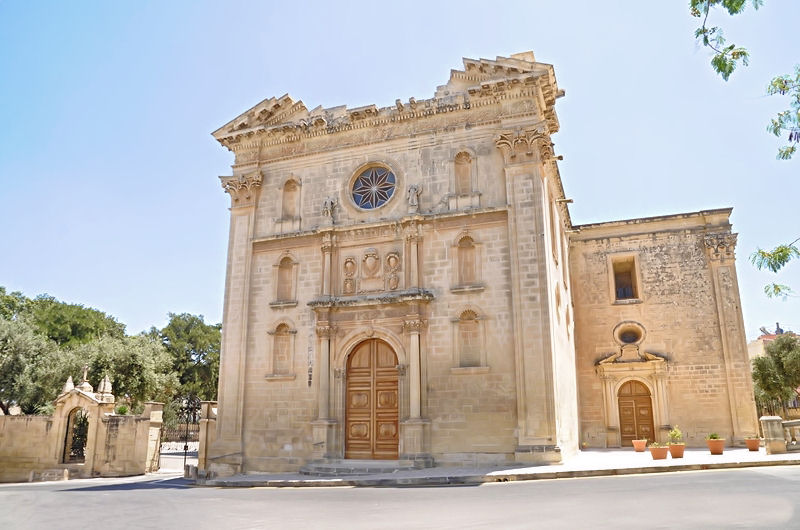
Chiesa di Santa Maria, nota anche come Knisja l-Qadima (Chiesa Vecchia)
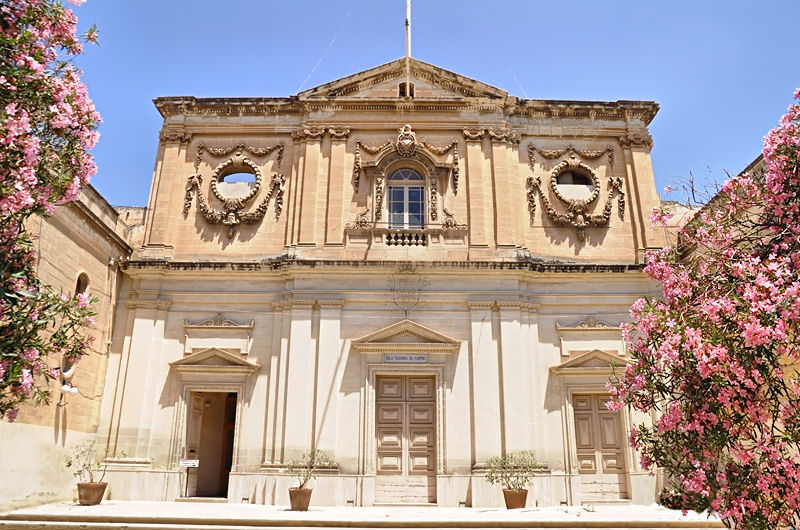
Chiesa di Sant'Alfonso Liguori, oggi adibita come cappella di adorazione dei padri carmelitani scalzi a seguito della costruzione del Santuario di Santa Teresa di Lisieux

## Zone di Birchircara
- L-Imrieħel
- Fleur de Lys
- Is-Swatar
- Il-Bwieraq
- Għar il-Ġobon
- Laqxija
- Ta' Fuq il-Wied
- Ħas-Sajjied
- Tal-Briegex
- Tal-Maħlut
- Tal-Qattus
- Ta' Paris
- Tas-Salib